# ISO 3166-2:AN
ISO 3166-2:AN es la entrada para las Antillas Neerlandesas en ISO 3166-2, parte de los códigos de normalización ISO 3166 publicados por la Organización Internacional de Normalización (ISO), que define los códigos para los nombres de las principales subdivisiones (p.ej., provincias o estados) de todos los países codificados en ISO 3166-1.
Las Antillas Neerlandesas tenían oficialmente asignado el código AN en la ISO 3166-1 alfa-2 antes de su división en cinco territorios separados en 2010, lo cual hizo que la entrada se borrase de la ISO 3166-1. Curazao y San Martín, que llegaron a ser "países" en el Reino de los Países Bajos, ahora en la ISO 3166-1 alfa-2 tienen asignados los códigos CW y SX respectivamente. Bonaire, San Eustaquio, y Saba, que llegaron a ser "municipios especiales" de los Países Bajos, ahora en la ISO 3166-1 alfa-2 tiene asignado el código BQ bajo la entrada colectiva de Caribe Neerlandés.
La entrada para las Antillas Neerlandesas nunca tuvo código alguno definido en la ISO 3166-2.

## Cambios
Los siguientes cambios de entradas han sido anunciados en los boletines de noticias emitidos por el ISO 3166/MA desde la primera publicación del ISO 3166-2 en 1998, cesando esta actividad informativa en 2013.
| Informe      | Fecha de emisión                     | Descripción del cambio reportado                                 |
| ------------ | ------------------------------------ | ---------------------------------------------------------------- |
| Boletín II-3 | 2011-12-13 (corregido el 2011-12-15) | Supresión del código, para alinear la ISO 3166-1 y la ISO 3166-2 |